# Fred Maher
Frederick J. Maher, né en 1964, est un batteur, programmeur de musique et producteur de disques américain.
Il était membre des groupes Massacre (1980-1981), Dance, Material, Scritti Politti, et a enregistré et tourné avec Lou Reed. En 1984, il a sorti Basic, un album de collaboration instrumentale avec l'ancien guitariste de Voidoids Robert Quine.
Les crédits de Maher en tant que producteur comprennent New York (1989) de Lou Reed, Across the Universe de Trip Shakespeare (1990), Girlfriend de Matthew Sweet (1991), l'album éponyme de The Imformation Society (1988, qui a obtenu le statut de platine), leur album Hack de 1990 et un morceau de Don't Be Afraid de 1997. Maher a coproduit le premier album solo éponyme de Lloyd Cole. Il a été nommé pour un Grammy pour son travail sur l'album Natural Selection de Fuel.
Maher travaille régulièrement comme batteur de studio, et il a souvent collaboré avec le producteur de divertissement Ron Baldwin.

## Discographie

### Solo
- Basic (1984, avec Robert Quine)